# Carl Uddgren
Carl August Uddgren, född den 20 november 1826 i Uddevalla, död den 11 april 1913 i Kville församling, Göteborgs och Bohus län, var en svensk präst. I äktenskapet med Helena Fredrika Tigerschiöld föddes åtta barn, bland annat författaren och journalisten Gustaf Uddgren, arkitekten John Uddgren och officeren och krigshistorikern Hugo Uddgren.
Uddgren blev student vid Uppsala universitet 1844. Han avlade filosofie kandidatexamen 1854 och promoverades till filosofie magister samma år.  Uddgren avlade teologie kandidatexamen 1864 och prästvigdes samma år. Han blev folkskoleinspektör i Göteborg 1867 och kyrkoherde i Kville, Bottna och Svenneby församlingar 1880. Uddgren blev ledamot av Nordstjärneorden 1903.